# 賴茨敦 (新澤西州)
賴茨敦（英語：Wrightstown）是位於美國新澤西州伯靈頓縣的自治市鎮。

## 人口
根據2020年美國人口普查的數據，賴茨敦的面積為4.79平方千米，皆為陸地。當地共有人口720人，而人口密度為每平方千米150人。